# Rhabdolichops caviceps
Rhabdolichops caviceps är en fiskart som först beskrevs av Fernández-yépez, 1968.  Rhabdolichops caviceps ingår i släktet Rhabdolichops och familjen Sternopygidae. Inga underarter finns listade i Catalogue of Life.